# HD 26703
HD 26703，又名BD+12 564，SAO 93823、HR 1310，是一颗恒星，视星等为6.25，位于銀經180.51，銀緯-26.76，其B1900.0坐标为赤經4h 8m 15.8s，赤緯+12° -26.76′ 57″。